# Carnival Horizon

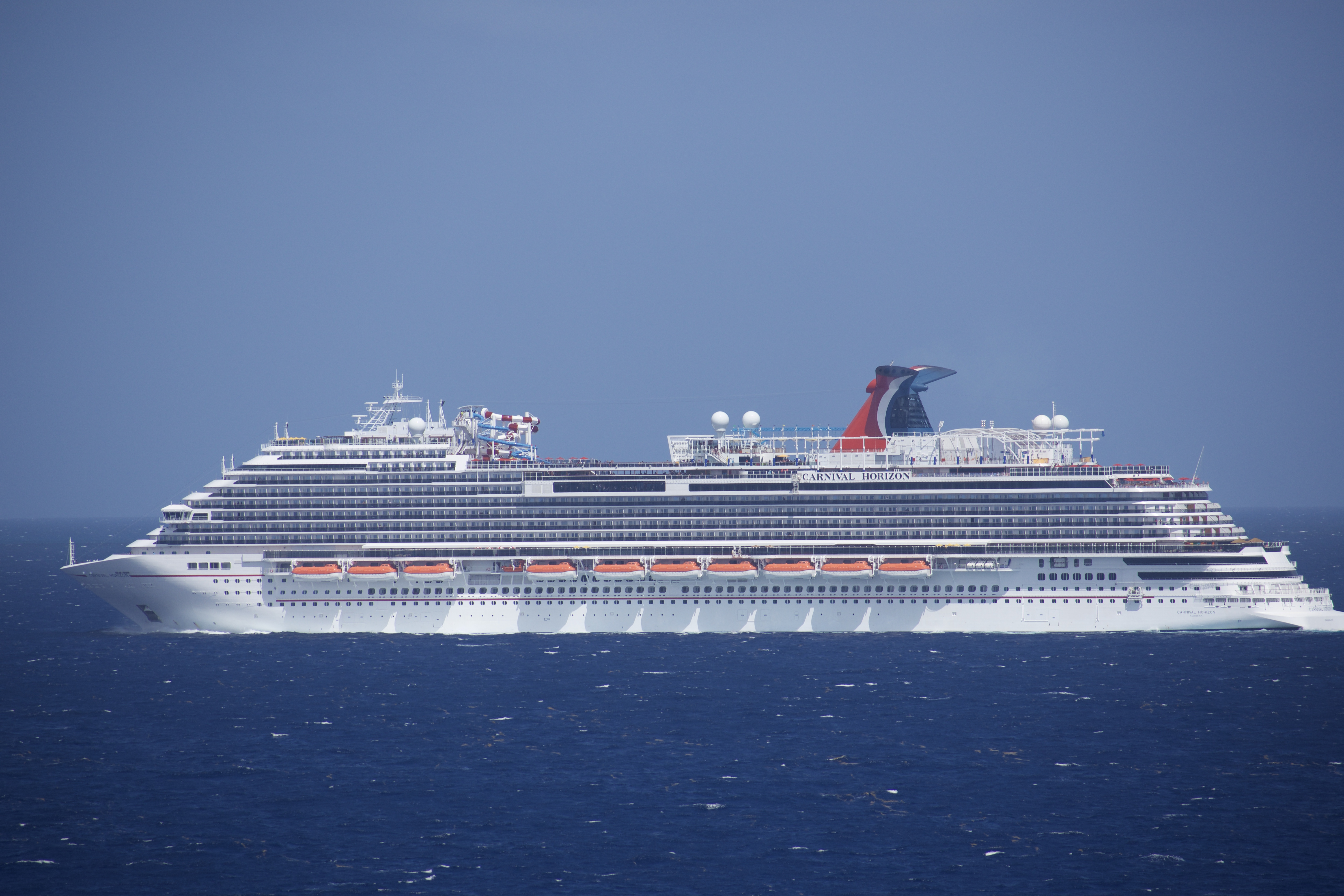
Carnival Horizon a Grand Turk nel 2018 con la vecchia livrea.

Carnival Horizon è la seconda nave da crociera della classe Vista, costruita e varata presso il cantiere navale Fincantieri di Marghera (VE) per la compagnia di navigazione americana Carnival Cruise Line.

## Storia
Il varo tecnico è avvenuto il 10 marzo 2017 ed ha iniziato le prove di accettazione in mare il 20 ottobre dello stesso anno navigando alla volta di Palermo dove è giunta il 23 ma, a causa del forte vento, è riuscita ad entrare in porto in sicurezza il 24 ottobre 2017.
Il 2 aprile 2018 è salpata da Barcellona (Spagna) per il viaggio inaugurale di 13 giorni e, dopo 4 crociere nel mar Mediterraneo, farà poi prora verso New York (Stati Uniti d'America) da dove effettuerà crociere verso le isole Bermude, nel mar dei Sargassi e quelle Caraibiche.
Come da tradizione, dalla sua entrata in servizio, essendo la nave più moderna, Carnival Horizon ha assunto il ruolo di ammiraglia della flotta, scalzando Carnival Vista (entrata in servizio il 1º maggio 2016) da tale posizione.

## Navi gemelle
- Carnival Vista - costruzione n. 6242
- Costa Venezia - costruzione n. 6271
- Carnival Panorama - costruzione n. 6272
- Costa Firenze - costruzione n. 6273